# Геккель, Валентин Васильевич
Валентин Васильевич Геккель (14 апреля 1916 — 8 октября 1974) — помощник командира сапёрного взвода командир отделения сапёрного взвода 1054-го стрелкового полка 301-й стрелковой Сталинской ордена Суворова 2-й степени дивизии 9-го Краснознамённого стрелкового корпуса, сержант.

## Биография
Родился 14 апреля 1916 года в селе Ново-Павловское Белоглинского района Краснодарского края.
В Красной Армии и на фронтах Великой Отечественной войны с июня 1941 года.
22 сентября 1944 года за мужество и отвагу проявленные в боях сержант Геккель Валентин Васильевич награждён орденом Славы 3-й степени. 25 февраля 1944 года за мужество и отвагу проявленные в боях сержант Геккель Валентин Васильевич награждён орденом Славы 2-й степени.
16 апреля 1945 на западной окраине города Вербиг Валентин Геккель проложил шесть коридоров в минных полях врага, снял и обезвредил сто двадцать три мины, в том числе две мины замедленного действия большой взрывной силы.
Указом Президиума Верховного Совета СССР от 31 мая 1945 года за образцовое выполнение заданий командования сержант Геккель Валентин Васильевич награждён орденом Славы 1-й степени 574, став полным кавалером ордена Славы.
После войны старшина В. В. Геккель демобилизован. Жил в городе Пятигорске Ставропольского края. Скончался 8 октября 1974 года.

## Общественное признание
В 2015 году именем В. Геккеля названа улица в городе Пятигорске.